# Contra 4
Contra 4 es la decimosegunda entrega de la saga Contra, para la plataforma portátil Nintendo DS. Esta versión, publicada por Konami y desarrollada por WayForward Technologies, fue sacada al mercado como celebración del vigésimo aniversario de la primera entrega de la saga.

## Historia
Los hechos toman lugar dos años después de la fallida invasión alienígena ocurrida en Contra III: The Alien Wars. El enemigo principal, Black Viper (entidad alienígena terrorista y hermana de Red Falcon), comanda una nueva invasión, escondido en la isla ficticia de Galuga, en Nueva Zelanda.
Tras esto, se decide enviar a los cuatro mejores soldados del mundo para hacerse cargo del bastión alienígena instalado en Galuga. Al finalizar esta introducción, el jugador podrá usar el menú de personajes para escoger a uno de los cuatro soldados de élite.

## Jugabilidad
Como en anteriores títulos, Contra 4 consiste en avanzar a través de distintos niveles disparando a todo aquel extraterrestre o mecanismo que aparezca en la pantalla; aunque en este caso, al tener la consola Nintendo DS dos pantallas, la dificultad del juego puede parecer mayor con respecto a otros títulos.
Los movimientos de los soldados son muy similares a los de entregas anteriores así como las armas que usan a través del juego. En Contra 4, sin embargo, se encuentra un nuevo añadido al equipamiento de los soldados, que consiste en un gancho que permitirá al jugador colgarse en ciertas superficies siempre y cuando permitan el uso del nuevo mecanismo. 
Una de las razones por las que el juego está diseñado para jugadores veteranos, es que una vez el soldado pierda todas sus vidas y créditos no habrá ninguna forma de retomar el juego desde el momento en que esto suceda, lo cual obligará al jugador a iniciar desde el principio del juego. Para disminuir esta dificultad, los jugadores más inexpertos pueden ajustar la dificultad a "Easy", no obstante, llegar a la mitad del juego puede resultar extremadamente difícil para esta clase de jugadores, aún bajo la dificultad más baja.
Las diferencias entre dificultades radican en la velocidad de los proyectiles enemigos, la cantidad de enemigos en pantalla, el número de disparos que éstos resisten y el arsenal del soldado, cuyo poder será sólo el de la mitad en las dificultades Normal y Difícil. Para obtener el máximo poder en cada arma, el jugador deberá obtener una misma arma de las cápsulas voladoras dos veces sin perder la primera que se obtenga. 

## Escenarios
Contra 4 cuenta con una variedad de situaciones y escenarios que varían el modo de juego en diversas ocasiones. El desarrollo conmemorativo del juego trae de nuevo fases como la clásica jungla, rápel por cascadas, combate "base style" (desplazamiento hacia el fondo del escenario, teniendo una vista desde atrás del personaje), disparos en el mar e incluso situaciones surrealistas como transportarse en un misil balístico gigantesco.
Son nueve los escenarios que se deberán atravesar para poder finalizar el juego. En cada uno aparecerá cierta cantidad de enemigos dependiendo de la dificultad que el jugador haya elegido. 

## Arsenal
Cada arma en el juego está representada por la primera letra de su nombre.
- Hunter: Misil teledirigido, cuya potencia es la más débil del juego. En nivel dos cada disparo lanzará múltiples proyectiles.

- Machine gun: Ametralladora que dispara grandes balas esféricas rojas. En nivel dos se expulsan dos balas por disparo.

- Láser: Poderoso rayo que atraviesa cualquier enemigo y casi cualquier superficie. En nivel dos pasará a ser un arma de fuego repetitiva muy veloz, el tamaño de los rayos aumenta.

- Flame: Lanzallamas, dispara fuego de forma muy lenta y débil en su primer nivel, pero en segundo nivel es bastante efectiva contra seres alienígenas; también aumenta la velocidad del fuego. Poco eficiente contra mecanismos o tecnología alienígena.

- Spread gun: Una de las armas más populares, dispara tres proyectiles rojos similares a los de la ametralladora. Estos proyectiles se dispersan en un ángulo equitativo cada uno a medida que se alejan. En nivel dos disparará cinco proyectiles. Ideal para jugadores novatos.

- Barrier: Barrera de energía que hace invulnerable al soldado por unos segundos.

- Crusher: Misil de corto alcance de alto poder explosivo, tiene la cualidad de seguir siendo letal incluso un breve tiempo después de haber impactado. En su segundo nivel su alcance es ilimitado, convirtiéndose así en la mejor arma contra enemigos finales.

- Emblema contra: Un halcón sin identificación, que elimina a todos los enemigos en pantalla.

## Extras
Como recompensa al acabar el juego, se puede obtener un nuevo modo de juego, el Challenge mode, en el que se deben superar una serie de retos breves con objetivos muy variados, como atravesar un segmento de un nivel del modo de juego normal sin disparar a rehenes humanos, o gastando un número de disparos limitado; derrotar cierto número de enemigos en un tiempo dado; superar un tramo totalmente desarmado e incluso aceptar revanchas de los jefes finales de los niveles del modo normal.
El Challenge Mode puede desbloquear los siguientes extras:
- Sección "Classic Contra", en donde se podrá jugar la primera entrega de la saga, además de Super C, la versión americana de Super Contra
- Museo: Una recopilación de imágenes con una breve información de todos los títulos de la saga hasta la fecha.
- Sound Test: Para escuchar la banda sonora del juego. 
- Comic books: Un tebeo basado en Contra III: The Alien Wars y un tebeo hecho por los artistas de Contra 4, muestra la historia del juego, básicamente una parodia de los clichés de películas de acción hollywoodenses de los 80's con el estilo contra.
- Entrevista: Texto de la entrevista hecha a Nobuya Nakazato, el desarrollador en jefe de Contra 4.
- Personajes adicionales: A medida que se van superando los retos del "Challenge mode" se puede jugar con:
Probotector: Androide que sustituía a los soldados humanos en las primeras versiones europeas de Contra.
Lucía: Mujer soldado androide de Contra: Shattered Soldier
Sheena Etranzi: Mujer Soldado de Contra: Hard Corps
Jimbo y Sully: Héroes de Contra III: The Alien Wars
El color del atuendo de los personajes extra puede ser cambiado pulsando arriba, abajo o el botón X; cada uno debe ser oprimido dos veces.

## Banda sonora
Un CD de la banda sonora fue anunciado por Konami para ser entregado junto con la primera impresión de Contra: Dual Spirits, como un regalo para preórdenes del juego, por la tienda KonamiStyle. Este trato está sólo disponible en Japón. Además de la música encontrada en el juego, trae una versión en vivo de 4 minutos de la canción del nivel "Harbor" incluido como bonus track. La canción es realizada por The Smash Bros, Jake Kaufman's video game tribute band.

## Recepción
Contra 4 ha sido aclamado como un renacimiento de la saga Contra, devolviendo la jugabilidad y elementos a las raíces clásicas de la serie. Esto ha recogido múltiples premios y reconocimientos incluyendo:
- DS - Best Action Game of 2007 - IGN
- DS - Best Revival of 2007 - IGN
- DS - 7th Best Game of 2007 - Gamespy
- 52 Games We'll Still Be Playing From 2007 selection - Gaming Target

## Versión Prototipo
Recientemente en la red circula una versión en formato Rom, aunque el juego indica un serial americano, en la pantalla dice ser un Prototipo europeo, la particularidad de este prototipo es que tiene varios cambios que no tienen la versión original como que la intro del juego es igual pero en cambio son bocetos y en las opciones de juego trae para escoger el número de vidas hasta un máximo de 7 y varios cambios gráficos como por ejemplo en el segundo nivel la cascada tiene un efecto de caída más lento y diferente, este juego es basicamante un prototipo modo debug, ya que el jugador cuenta con 99 vidas, se puede escoger cada misión desde el menú y están todos los bonus desbloqueados incluyendo los personajes extras.